# 张香花
张香花（1968年5月10日—），河南汝南人，是一名中国前女子赛艇运动员。她在1988年汉城夏季奥林匹克运动会中，参加了女子四人双桨赛艇比赛并获得银牌。